# Sheeple
Sheeple, do inglês Sheep (ovelha) + People (Pessoas), é um termo pejorativo o qual atribui o comportamento de um rebanho de ovelhas de seguirem umas as outras ao fato de que as pessoas acreditam no que é dito sem uma pesquisa prévia sobre o assunto, o conceito de uma pessoa simplesmente seguir ordens de uma pessoa que parece confiável ou uma autoridade, o termo sheeple é constantemente utilizado nos cenários políticos e religiosos. No Brasil costuma-se usar a expressão análoga povo-gado.

## Conceito
O termo parece ter origem nos Estados Unidos e faz referência às pessoas que seguem tudo que lhe é dito, principalmente se está veiculado nos principais canais de mídia. O termo já foi utilizado em algumas transmissões de rádio da 80 e 90, há também um documento de 1950 que consta o termo.
Seu uso também é evidenciado aqueles que são totalmente tolerantes a imposições do governo. Em uma coluna intitulada "A nation of Sheeple" (Uma nação de Sheeple), Walter E. Williams escreveu: "Americans sheepishly accepted all sorts of Transportation Security Administration nonsense. In the name of security, we've allowed fingernail clippers, eyeglass screwdrivers and toy soldiers to be taken from us prior to boarding a plane." (Em uma tradução literal: "Os americanos acreditaram como ovelhas em todos os tipos sem sentido de Administração de Segurança de transportes, em nome da segurança, podem nos retirar os cortadores de unha, ferramentas de precisão e soldados de brinquedo em nome da segurança"), esse tipo de uso demonstra que as pessoas cegamente acreditam em seus políticos em um contexto sem sentido.

## Na Cultura Pop
O Termo Sheeple foi usado no filme The Matrix Resurrections no momento em que o personagem de Neil Patrick Harris sinaliza o desinteresse das pessoas presas a Matrix em lutar pela sua saída. 
As ovelhas não vão a lugar nenhum. Eles gostam do meu mundo. Eles não querem esse sentimentalismo. Eles não querem liberdade ou empoderamento. Eles querem ser controlados. Eles anseiam pelo conforto da certeza.
Sheeple, como é apresentado no filme, se aproxima do termo de Enxame Digital de Byung-Chul Han que discute as relações de poder da sociedade do trabalho e à tecnologia.
Willians apresenta o termo como crítica ao comportamento de aceitação pelas propostas políticas do governo George W. Bush justamente pela sua figura de autoridade e confiança. Já no filme o termo é incluso na narrativa como forma de apresentar esse enxame digital que vive sua vida passivamente, alheia ao mundo e que segue só por seguir, só por aceitar.